# TVP ABC
TVP ABC — польський національний тематичний телеканал суспільного мовлення з центром мовлення у Варшаві.
Програма каналу присвячена дитячій тематиці.

## Історія
Про створення дитячого каналу від TVP було офіційно оголошено у січні 2013 року. 5 липня 2013 року Національна рада телебачення та радіомовлення прийняла резолюцію про надання ліцензії для наземної трансляції новому телеканалу групи TVP. Конкурсна заявка була подана «Telewizja Polsat» для програми під назвою «Polsat Kids».
Канал розпочав мовлення 15 лютого 2014 року. Трансляцію в DVB-T розпочато в ніч з 14 на 15 лютого опівночі, а офіційний старт відбувся о 6:55.
Телеканал доступний на супутникових платформах «Canal+», «Cyfrowy Polsat» та в кабельних мережах.
1 березня 2014 року телеканал розпочав показ реклами. Час трансляції продовжено до 22:00.
18 березня 2015 року вийшов перший місячник телеканалу «ABP TVP».
З 30 березня 2020 року телеканал розпочав мовлення у форматі DVB-T2 в мультиплексі MUX 1.